# Caso Tresca
Il Caso Tresca riguarda l'omicidio di Carlo Tresca, commesso a New York nel gennaio del 1943, che rimase irrisolto anche se si sospettò che fossero implicati alcuni mafiosi italoamericani. Il caso riguardò i rapporti tra Cosa nostra e Fascismo fra le due guerre mondiali coinvolgendo esponenti mafiosi come Vito Genovese, Carmine Galante e Frank Garofalo, che erano fuoriusciti italiani negli Stati Uniti d'America, e i tentativi di rompere l'unità del fronte antifascista che, in quegli anni stava assumendo sempre più importanza negli USA.
Le indagini sull'omicidio di Tresca si conclusero nel 1953 senza un colpevole, anche se il dibattito restò vivo quando il network televisivo CBS ricostruì l'accaduto intitolandolo "Death of an Editor", presentando in modo esplicito le connessioni tra la mafia e il fascismo. La polizia newyorkese ricominciò le indagini, seguendo proprio la pista indicata dalla CBS.

## Storia
Carlo Tresca dirigeva il giornale anarchico Il Martello; la situazione della diaspora anarchica negli Stati Uniti era diversa da quella di altre organizzazioni strutturate politicamente in senso anche burocratico e organizzativo come Giustizia e Libertà e, quindi, la comunità anarchica era coesa attorno a tutto un gruppo di giornali di tendenza anarchica tra i quali il Martello.
Quando venne assassinato,  la notte dell'11 gennaio 1943, si trovava insieme a Giuseppe Calabi, membro della Mazzini Society, della quale Tresca era uno dei leader, e avevano atteso all'uscita della redazione del Martello alcuni collaboratori, militanti del comitato di agitazione antifascista appartenente alla Mazzini Society di New York, che non erano poi venuti. Insieme lavoravano attorno ai cosiddetti "comitati della vittoria" che stavano sorgendo fra le comunità italiane degli Stati Uniti, al cui interno le forze antifasciste pensavano già alla futura formazione di un governo provvisorio in esilio, confidando anche in una rapida soluzione del conflitto dopo l'8 settembre 1943.
La notte in cui Tresca fu ucciso stava aspettando anche Vanni Montana, il fiduciario Luigi Antonini, presidente dell'Italian-American Labor Council e Giovanni Sala, militante dell'Amalgamated Clothing Workers of America. Tresca, pur volendo la costituzione del comitato antifascista all'interno della Mazzini Society, era assolutamente contrario che vi facessero parte antifascisti dell'ultima ora, coloro che lo sono diventati dopo il bombardamento di Pearl Harbor. Non tutti i componenti dell'organismo dirigente erano d'accordo con la tesi di Tresca, quindi, proprio quella notte doveva esserci un incontro chiarificatore. Tresca era acerrimo nemico di Generoso Pope, che in quel periodo era proprietario e direttore di due giornali sostenitori del fascismo, Il Progresso italo-americano ed il Corriere d'America, per cui era assolutamente contrario all'ingresso di Pope nel comitato. In sintesi Tresca era convinto che Pope fosse un agente del fascismo negli Stati Uniti, addestrato sia per seminare zizzania fra gli antifascisti che servire da delatore.
Fra i tanti nemici che Tresca si era fatto negli anni a causa della sua instancabile attività, Generoso Pope era legato alla mafia newyorkese e, in particolare, a Frank Garofalo, di cui erano noti gli atti intimidatori nei confronti degli avversari del Pope.
Inoltre Tresca, in forte contrasto con Armando Borghi contrario all'idea di un fronte unito con i comunisti, pur essendo anarchico, era propenso all'ingresso dei comunisti nel comitato antifascista, incluso anche il suo vecchio nemico Vittorio Vidali, che peraltro stava già lavorando per un fronte unito. Tresca aveva aiutato Vidali nella fuga dai fascisti, ma le vicende della Guerra di Spagna, con i sanguinosi scontri fra comunisti stalinisti da una parte e gli anarchici e poumisti dall'altra, avevano allontanato e reso nemici i due vecchi compagni di lotta, ciò non impediva che Tresca comunque appoggiasse l'ingresso dei comunisti nel "Comitati per la Vittoria".
Lo storico Mauro Canali, le cui ricerche contribuirono a sollevare il caso Silone, cioè l'ipotesi che Ignazio Silone avesse contatti con i servizi segreti fascisti, potendo aver a disposizione la documentazione desecretata dell'OSS, è pervenuto alla conclusione che gli investigatori americani avessero subito individuato la pista giusta per individuare gli assassini di Tresca, ovvero Carmine Galante e Frank Garofalo, che agirono su ordine di Vito Genovese, in quel momento in Italia e con ottimi rapporti sia con Mussolini che con altri personaggi di spicco del fascismo.
Ezio Taddei era un bersagliere ed anarchico, amico di Tresca, denunciò in un suo libro i possibili mandanti ed esecutori dell'assassinio di Carlo Tresca:
(Ezio Taddei)
Lo stesso fece Piero Calamandrei stigmatizzando l'assassinio di Carlo Tresca con queste parole:
(Piero Calamandrei)

## Ipotesi

### Generoso Pope
Stando alle documentazioni raccolte da Mauro Canali si deduce come i sospetti di Tresca nei confronti di Generoso Pope avessero un fondamento: negli archivi fascisti è stato trovato uno scritto, datato 26 novembre 1934, nel quale il console italiano riferisce che Pope si stava illudendo di poter creare con le sue azioni spaccature all'interno della dirigenza dell'International Ladies Garment Workers' Union (ILGWU), pubblicando sui suoi giornali articoli di Luigi Antonini, Arturo Giovannitti, Serafino Romualdi e di militanti dell'organizzazione Stampa Libera. D'altro canto, sempre il Pope, aveva indetto una sottoscrizione per sostenere lo sforzo bellico fascista nel conflitto italo-etiopico, inoltre aveva indicato nel corso delle celebrazioni della vittoria fascista al Madison Square Garden, in Mussolini, come il più grande uomo al mondo. Nel 1941, questi fatti inducono la Mazzini Society a chiedere al Dipartimento di Giustizia statunitense un'indagine sul comportamento di Pope. La reazione del Pope, avvenuta nel settembre del 1941, fu quella di prendere pubblicamente distanza dal regime fascista. Il Martello ovviamente è in prima linea nella campagna contro il Pope, che rischiava anche un sequestro di beni, e di qui, il suo "spontaneo" allontanamento dal regime fascista. Avvicinatosi il Pope alla Mazzini Society, Tresca è uno dei principali oppositori al suo ingresso. Tuttavia può contare sull'appoggio sia di Vanni Montana che di Luigi Antonini, i quali sostengono che, se nei comitati unitari antifascisti, Comitati della Vittoria, possono entrare i comunisti ci può essere posto anche per un antifascista dell'ultima ora qual era il Pope.
Precedentemente Tresca, nel 1934, aveva pubblicato contro il Pope articoli che rivelavano sue pressioni ai danni di Girolamo Valenti per il lavoro svolto su Stampa Libera. Il mezzo coercitivo era indicato nell'intervento del mafioso Frank Garofalo, e Tresca ribadiva nel suo scritto, che proprio per la pericolosità del mafioso, il Valenti rischiava aggressioni fisiche, ed anche peggio, se non avesse smesso di denunciare fatti in cui il Pope era coinvolto. Inoltre ribadiva che, sempre Pope, era in ottimi rapporti con individui, quali Frank Costello, altra figura di spicco della malavita newyorkese, padrino del figlio di Pope, nonché con Lucky Luciano e Vito Genovese.
I rapporti denunciati dal Tresca tra Pope e la mafia, furono poi accertati agli inizi degli anni cinquanta da una commissione senatoriale statunitense, presieduta da Kefauver, costituita con il compito di indagare sul crimine organizzato.

### Vito Genovese
Vito Genovese, dopo essere emigrato da Napoli negli USA, iniziò negli anni venti la sua carriera mafiosa al servizio del boss di New York Giuseppe Masseria. Coinvolto in traffici illeciti ed estorsioni, Masseria utilizzava Genovese per i lavori più sporchi, compresi quelli in cui era necessario esercitare violenza. Charles "Lucky" Luciano fu di Genovese un socio della prima ora ed un benefattore. La loro relazione durò 40 anni, fino alla morte di Luciano. Avevano iniziato assieme da ragazzi negli slum di New York.

Tresca verrà ucciso, secondo la più recente ricostruzione storica, da un killer della mafia su invito di Benito Mussolini.
Subito dopo l'omicidio, fu catturato Carmine Galante, legato a Vito Genovese, ma facente parte della famiglia di Joseph Bonanno. Galante venne visto alla guida di una macchina che si allontanava dal luogo dell'omicidio, ma gli venne fornito un alibi. L'assassinio sarebbe avvenuto su ordine di Vito Genovese. Galante fece la sua carriera da autista di Joseph Bonanno, boss dell'omonima famiglia, divenendo poi caporegime e infine capobastone. Ed ancora da scritto di Joseph Bonanno
"Fu il momento più difficile della mia vita di padrino" lamenta. Così difficile, a quanto pare, che non poté menzionare l'episodio, o Tresca, nella sua autobiografia. Neppure il film lascia intendere che l'omicidio fu largamente attribuito a Galante.»
 ovvero ancora da scritto di Joseph Bonanno
ciò non toglie che subito dopo lo sbarco alleato, Vito Genovese, secondo il metodo mafioso, adeguandosi al potere dominante e lavorando per i propri interessi, quando lo ritiene possibile, si schiera con gli alleati:
Leonardo Sciascia sulla situazione specifica inerente a Vito Genovese e della Sicilia nel suo complesso dopo lo sbarco alleato scrive un articolo da cui si trae
Una volta arrestato, cominciano i guai: non per il Genovese, ma per il Dickey. Né le autorità americane né quelle italiane vogliono saper niente dell'arresto. Il povero agente si trascina dietro per circa sei mesi l'arrestato; e riesce a portarlo a New York soltanto quando il teste che accusava di omicidio il Genovese è morto avvelenato (come il luogotenente del bandito Salvatore Giuliano, Gaspare Pisciotta, nel carcere di Palermo) in una prigione americana.
Soltanto allora, cioè quando Genovese poteva essere assolto, Dickey poté assolvere il suo compito. E ci fermiamo a questo solo episodio « americano »»
(Leonardo Sciascia - Fonte: Storia Illustrata – anno XVI – n. 173 – aprile 1972 – A. Mondadori Editore)
Vito Genovese era in Italia quando Tresca viene assassinato, perciò come esecutore aveva un alibi inattaccabile. Si era rifugiato in Italia, già dal 1935, con il beneplacito del fascismo, sfuggendo ad un arresto per omicidio negli Stati Uniti, dove era ricercato per l'uccisione di un mafioso suo avversario: l'OSS investigando sulla protezione avuta dal Genovese prenderà atto che la Casa del fascio di Nola fu costruita con un finanziamento dello stesso mafioso, e sempre il Genovese lo ritroviamo, nel periodo attorno dell'armistizio, immerso nei suoi loschi traffici con il suo "segretario", Mike Miranda, esattamente nel Nolano. Stava iniziando ad organizzare il traffico della droga secondo la scelta strategica di Lucky Luciano, di cui il Genovese era socio "d'affari". I fascisti non lo infastidivano per nulla, anzi si è dimostrato storicamente che avevano ottimi rapporti. Nel prosieguo la moglie di Genovese descriverà i suoi viaggi negli Stati Uniti, (commissione Kefauver 1952), per prelevare e rifornire di danaro il consorte che si stava organizzando:qualche "briciola" era servita per la casa del fascio di Nola.
Il Genovese era entrato in "affari" con molti imprenditori del posto e aveva stabilito solidi rapporti con Renato Carmine Senise, fascista, e probabilmente proprietario e/o comproprietario della industria Ferrarelle, non per niente Mike Miranda era il rappresentante della Ferrarelle per New York. Il Genovese aveva quindi costruito nel napoletano un insieme di legami che poi gli saranno utile allo sbarco alleato. In questa situazione cambierà casacca, ovvero da amico dei fascisti ad antifascista, formalmente, ovviamente. In realtà Genovese non era né fascista né antifascista, ma semplicemente un capo mafioso. Occorre tenere conto di un'altra sua importante "amicizia" del periodo considerato, quella con Renato Carmine Senise, nipote del capo della polizia fascista Carmine Senise.
Poletti, fra l'altro, incaricò Genovese di condurre un'inchiesta amministrativa nei confronti di un sindaco sospettato di contrabbando. Proprio in quei giorni, un agente della Criminal Investigation Division giunse a Napoli per indagare su certe connivenze tra malavita locale e militari americani. Il 17 maggio 1945, con uno stratagemma, e vincendo le resistenze dei protettori dei gangster, l'agente portò Genovese a New York in stato d'arresto. Ma l'unico teste d'accusa morì in carcere, avvelenato. Cominciò così l'ascesa di Genovese negli alti gradi della mala americana. l'antica camorra si trasformò, i suoi collegamenti con la mafia e col potere politico-economico divennero internazionali, le attività "d'investimento" furono orientate verso la droga. Da allora, la cronaca e la storia di una tragedia dei nostri giorni.»

### Vittorio Vidali
I servizi segreti fascisti e gli infiltrati cercheranno di scaricare la colpa del delitto Tresca su Vittorio Vidali, un comunista fedele alla linea moscovita, presente in Messico, e in particolare negli Stati Uniti, con il compito di portar avanti la tattica del Fronte Unito Antifascista della sinistra stalinista. Era nota l'avversione che Vidali aveva per gli anarchici, e quindi, il personaggio ben si prestava quale capro espiatorio per l'omicidio di Tresca, in linea con la politica del regime fascista di creare conflitti all'interno del fuoriuscitismo antifascista.